# Sorveteria

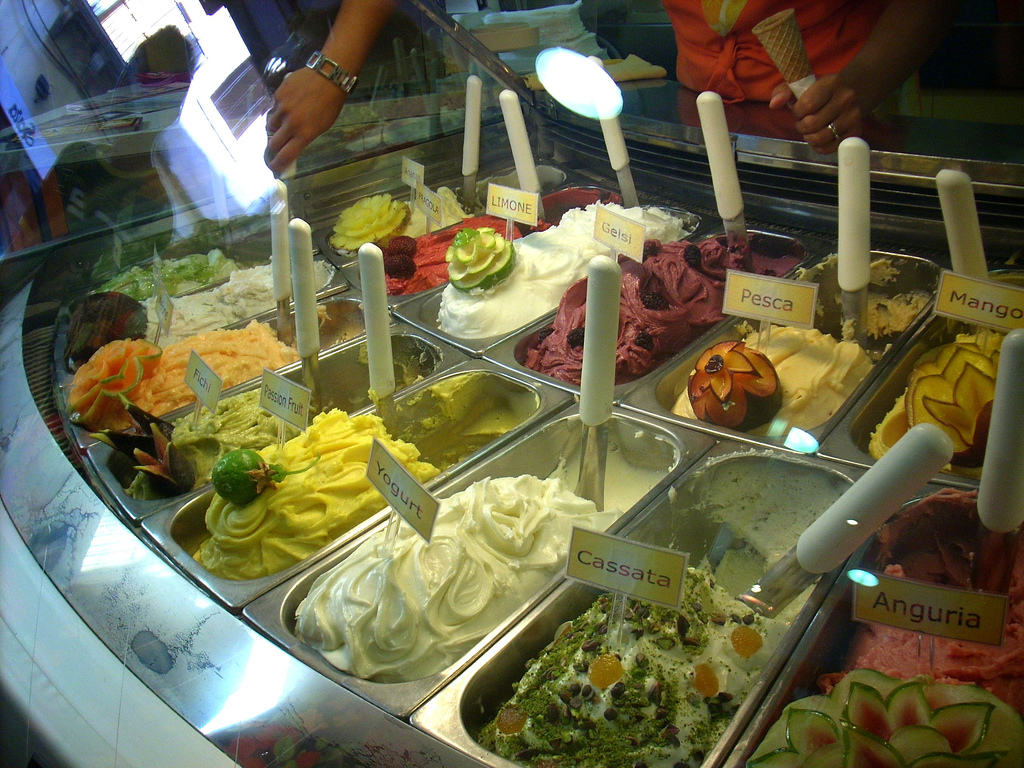
Opções de sabores de sorvete em uma sorveteria

Sorveteria (português brasileiro) ou gelataria / geladaria (português europeu) é um estabelecimento onde são comercializados sorvetes e, por vezes, outros alimentos relacionados, como chocolate quente, milk-shake, sorvete quente e tortas de sorvete. Normalmente sorveterias obtém seu produto por fabricação própria ou através de franquias. O que é curioso é que algumas sorveterias também servem bebidas alcoólicas.